# Tim Wahlgren
Tim Linus Wahlgren, född 8 mars 1998 i Kramfors, är en svensk professionell ishockeyspelare som spelar för Västerviks IK i Hockeyallsvenskan. Wahlgrens moderklubb är Kramfors-Alliansen, men inför säsongen 2014-15 flyttade Wahlgren till Örnsköldsvik för att spela för Modo.